# Cratere di Chicxulub
Il cratere di Chicxulub è un antico cratere da impatto sepolto sotto la penisola dello Yucatán, con il suo centro localizzato approssimativamente vicino al paese di Chicxulub Puerto, nel Messico. Le ricerche suggeriscono che questa struttura d'impatto possa essere datata a circa 65,95 milioni di anni fa, al confine tra il Cretaceo ed il Paleogene.
Il diametro del meteorite, secondo le stime più accreditate, sarebbe stato tra i 17 e i 23 km (paragonabile per dimensioni a Fobos, satellite di Marte) e l'energia liberata nell'impatto è stimata, approssimativamente, tra i 1023-24 joule, equivalenti ad un intervallo tra 100.000.000 e 2.390.000.000 megatoni. In confronto, il più potente ordigno termonucleare mai fatto detonare, la RDS-220, più comunemente nota come Bomba Zar, aveva una potenza di "soli" 50 megatoni, quindi tra 2.000.000 e 47.800.000 volte meno potente. Altre stime propongono, più approssimativamente, un diametro tra 10 e 81 km e un'energia cinetica tra 1024-25 joule (tra i miliardi di megatoni e le decine di miliardi), con qualche ordine di grandezza in più rispetto al consenso scientifico.
L'impatto provocò uno tsunami gigante che si propagò in cerchi concentrici in ogni direzione, colpendo specialmente l'isola caraibica di Cuba. L'emissione di polvere e particelle provocò cambiamenti climatici simili all'inverno nucleare e la superficie della Terra fu totalmente coperta da una nube di polvere per molti anni. Questo scenario è in armonia con l'ipotesi avanzata dal fisico Luis Álvarez e da suo figlio Walter, geologo, per spiegare l'estinzione dei dinosauri. Gli Alvarez ipotizzarono che l'estinzione dei dinosauri, contemporanea allo strato geologico noto come limite K-T, sarebbe stata causata dall'impatto di un meteorite. Questa teoria è attualmente accettata ampiamente dalla comunità scientifica.
La prova principale a favore di questa teoria è la presenza di un sottile strato di iridio presente in questo confine geologico, dato che l'iridio è un metallo molto raro nella crosta terrestre, ma abbondante nei meteoriti.

## Scoperta
Nei primi anni novanta, Alan R. Hildebrand, dottorando dell'Università dell'Arizona, visitò Beloc, un piccolo villaggio di montagna nell'isola di Haiti. Stava esaminando alcuni depositi del Limite K-T, che includevano spessi depositi di roccia frammentata e caotica, apparentemente rimossi da un luogo e violentemente proiettati e depositati ovunque da un gigantesco tsunami, probabilmente provocato dall'impatto di un piccolo corpo celeste. Questi depositi sono in molte località attorno al globo, ma si concentrano soprattutto nei Caraibi.
Hildebrand scoprì un tipo di ghiaia verde-marrone contenente un eccesso di iridio, che mostrava anche piccoli granuli di quarzo sottoposti a stress termico-pressorio e piccole sferule di silicio vetrificato che sembravano essere tectiti. Insieme a William V. Boynton pubblicò i risultati della ricerca, suggerendo non solo che i depositi fossero il risultato di un impatto asteroidale sulla Terra, ma anche che l'impatto non potesse essere stato distante più di 1 000 chilometri.
Hildebrand e Boynton riportarono la loro scoperta in una conferenza geologica internazionale e, dal momento che nessun cratere era noto nel bacino dei Caraibi, suscitarono un vivo interesse. Indizi basati sulla densità del materiale eiettato segnalavano la possibile ubicazione del cratere da impatto al largo della costa settentrionale della Colombia, oppure vicino all'angolo occidentale di Cuba. Infine Carlos Byars, un reporter dello Houston Chronicle, contattò Hildebrand e gli riferì che un geofisico, Glen Penfield, aveva scoperto nel 1978 quello che poteva essere un cratere da impatto, sepolto nella parte nord della penisola dello Yucatán.
In quell'anno, Penfield aveva lavorato per la Pemex (la compagnia petrolifera di Stato messicana), in qualità di membro dello staff per la scansione magnetica aerea della penisola dello Yucatán. Quando Penfield aveva esaminato i dati della scansione, vi aveva trovato anche un netto e gigantesco "arco" sotterraneo nei dati magnetici che venivano elaborati. Questo arco, con le estremità rivolte a sud, presente nel fondo del mare dei Caraibi al largo dello Yucatán non era concordante con ciò che ci si poteva aspettare dalla geologia della regione. Penfield ne fu interessato, e riuscì ad ottenere una carta delle variazioni di campo gravitazionale nella penisola dello Yucatán eseguita negli anni sessanta e conservata negli archivi della Pemex. Trovò un altro arco nell'entroterra della penisola ed i suoi estremi puntavano a nord. Mise a confronto le due mappe e riscontrò che i due archi si riunivano formando un cerchio completo, largo 180 chilometri, con il suo centro nel villaggio di Chicxulub Puerto.
Penfield era un astronomo amatoriale ed aveva una buona idea di quello che cercava. Anche se la Pemex non gli permise di pubblicare dati specifici, consentì sia a lui che al collega Antonio Camargo di presentare i loro risultati in una conferenza geologica del 1981. Il loro rapporto attirò poca attenzione, ma Penfield non si arrese. Sapeva che la Pemex aveva perforato pozzi esplorativi in zona nel 1951. Uno dei pozzi aveva bucato uno spesso strato di roccia ignea nota come "andesite" a circa 1,3 chilometri di profondità. Quella struttura poteva essere stata creata dall'intenso calore e pressione di un impatto asteroidale sulla Terra, ma ai tempi delle perforazioni era stata liquidata come un duomo vulcanico, anche se una caratteristica del genere risultava fuori posto nella geologia della regione. Ulteriori studi dei campioni di roccia immagazzinati avrebbero potuto risolvere la questione, ma molti di questi erano andati perduti nell'incendio di un magazzino nel 1979.
Comunque, dopo che Hildebrand ebbe contattato Penfield, i due riuscirono a recuperare due campioni estratti dai pozzi perforati dalla Pemex nel 1951. Le analisi mostrarono chiaramente materiali risultanti dallo shock e dal metamorfismo. 
Studi eseguiti da altri geologi sui frammenti di Beloc confermarono un impatto asteroidale e le ricerche riguardo al cratere d'impatto ricevettero un ulteriore impulso quando un gruppo di ricercatori californiani, comprendente Kevin O. Pope, Adriana Ocampo, e Charles E. Duller, iniziò a studiare le immagini satellitari della regione. Si scoprì che esisteva un anello quasi perfetto di sinkhole (doline) o cenotes (depressioni da subsidenza) centrati sulla località di Puerto Chicxulub che combaciava perfettamente con l'anello che Penfield aveva trovato nei suoi dati. Questi sinkholes erano stati probabilmente causati dallo sprofondamento delle pareti del cratere.
Ulteriori studi hanno accumulato molti indizi che indicano come il cratere avesse un diametro di 300 chilometri, e che l'anello di 180 km sia solo una "parete interna" (Sharpton & Marin, 1997).
In anni recenti sono stati scoperti alcuni altri crateri, aventi approssimativamente la stessa età di Chicxulub, tutti tra le latitudini di 20°N e 70°N. Alcuni sono il cratere Silverpit nel Mare del Nord, ed il Cratere Boltysh in Ucraina, entrambi molto più piccoli rispetto a Chicxulub, probabilmente causati da oggetti con dimensioni dell'ordine del centinaio di metri. Questo ha portato all'ipotesi che l'impatto di Chicxulub possa essere stato soltanto uno di una serie di impatti avvenuti in un tempo ristretto.

## Il cataclisma

L'animazione mostra la formazione di un cratere meteoritico complesso come quello di Chicxulub. Al momento dell'impatto l'asteroide si vaporizza scatenando potentissime onde d'urto che causano la liquefazione della superficie e frantumano le rocce sottostanti, mentre migliaia di km^{3} di materiali fusi vengono scaraventati a grandissima velocità fuori dal cratere temporaneo, che è instabile; analogamente a ciò che accade lanciando un sasso in uno stagno, si verifica un effetto di rimbalzo repentino che controbilancia la pressione delle onde d'urto e solleva un pennacchio centrale di materiale fuso che in pochi minuti collassa assieme al cratere temporaneo, generando il cratere finale.

Al momento dell'impatto, l'energia cinetica di un asteroide o di una cometa dal diametro di 10-15 km e dalla velocità di oltre 72.000 km/h (oltre 20 km/s) si sarebbe tramutata istantaneamente in luce e calore a causa dell'estrema pressione, dell'ordine dei GPa. L'asteroide si sarebbe vaporizzato all'istante e una gigantesca palla di fuoco dalla temperatura di diverse migliaia di gradi avrebbe incenerito in pochi secondi ogni creatura vivente fino a migliaia di km di distanza, a causa dell'intensissima radiazione termica e luminosa. Subito dopo, sarebbero seguite colossali e velocissime onde d'urto in grado di spazzare via ciò che non era stato incenerito inizialmente. 
Le simulazioni mostrano che furono innescati almeno due megatsunami alti centinaia di metri. Il primo, causato dall'espansione del cratere temporaneo e dalla forza d'urto dell'impatto, spinse enormi quantità d'acqua marina in tutte le direzioni; il secondo megatsunami avvenne in seguito al riempimento del cratere, con le acque che si rigettarono violentemente verso l'esterno dopo essersi scontrate al centro. Il meccanismo è del tutto analogo a quello che avviene quando si getta un sasso in uno stagno, con l'acqua che si dirama in ogni direzione in cerchi concentrici, dopo aver riempito lo spazio vuoto causato dall'urto, formando un pennacchio al centro. Tali megatsunami raggiunsero le coste del proto-Golfo del Messico entro poche ore, ed erano potenzialmente in grado di sospingersi per centinaia di chilometri nell'entroterra. Successivamente, le onde si propagarono in tutto il mondo come tsunami globale. Questo è il meccanismo, mostrato anche dall'animazione, qualora il cratere fosse stato simmetrico. Tuttavia, evidenze geologiche appoggiano la possibilità che il cratere di Chicxulub fosse asimmetrico, piuttosto irregolare, a causa di diversi fattori, quali l'angolo di impatto o la conformazione geologica della regione; in particolare, se la piattaforma continentale fosse stata più spessa verso il continente e l'asteroide/cometa avesse avuto una traiettoria mediamente inclinata (approssimativamente tra i 45°-60°), il cratere potrebbe aver avuto una breccia a nord, nord-est verso l'oceano, il che avrebbe comportato il riflusso dell'acqua oceanica prevalentemente attraverso la breccia, comportando un ruolo fondamentale della morfologia craterica con megatsunami da sessa e freato-magmatici a causa delle elevatissime temperature. L'inclinazione, peraltro, potrebbe aver avuto un ruolo ancora più cruciale nella determinazione della direzione del mantello di fuoco, specialmente in caso di un angolo da impatto estremamente ridotto (30° o meno).
Tremende onde d'urto si propagarono lungo la crosta terrestre, generando onde sismiche di magnitudo 10-11, di durata ed intensità tali da provocare liquefazione della superficie e collassi su larga scala delle piattaforme continentali attorno alla regione; seguirono numerosi tsunami secondari, generati direttamente dalle onde sismiche o causati dagli smottamenti. 
Una piccola parte dei detriti schizzò via dal cratere con tanta violenza da superare la velocità di fuga per raggiungere lo spazio mentre la maggior parte si muoveva ad altissime velocità seguendo una traiettoria relativamente bassa; ricadendo su tutta la Terra diverse ore dopo l'impatto, miliardi di detriti di medie-grandi dimensioni distrussero ogni cosa e innescarono incendi su scala continentale, mentre trilioni di minuscole tectiti incandescenti a causa dell'attrito con l'aria, infiammarono l'atmosfera su tutto il pianeta provocando probabilmente un impulso di radiazione termica di centinaia di gradi in grado di bruciare ogni cosa e qualsiasi creatura rimasta in superficie. 
A questi effetti immediati si aggiunsero quelli a lungo termine: i detriti e gli incendi, che sollevarono miliardi di tonnellate di bromo, cloro, acido solforico e acido nitrico, oscurarono il pianeta per un lungo periodo di tempo innescando un lungo inverno da impatto astronomico, analogo ad un inverno nucleare.